# Trevor N. Dupuy

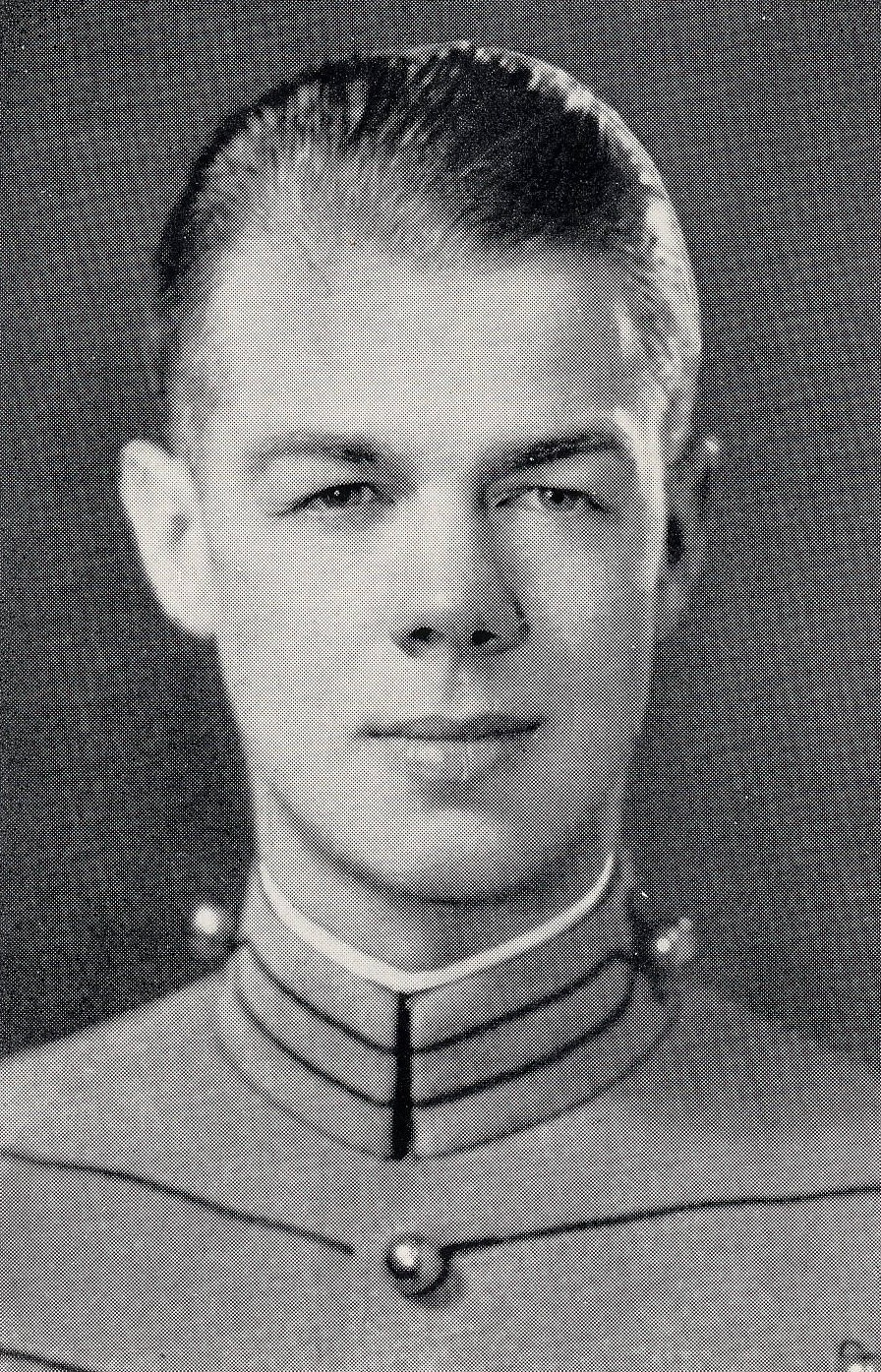
Trevor N. Dupuy (1938)

Trevor Nevitt Dupuy, DSO (* 3. Mai 1916 in New York City; † 5. Juni 1995 in Vienna, VA) war Offizier der US Army und später Militärhistoriker, Autor und Professor.

## Leben
Dupuys Eltern waren der Militärhistoriker R. Ernest Dupuy und Laura Nevitt. Trevor Dupuy schloss 1938 die Militärakademie in West Point ab. Er diente als Offizier im Zweiten Weltkrieg im Burmafeldzug. Mit 27 Jahren wurde er zum Lieutenant Colonel ernannt, seinerzeit der jüngste Offizier mit diesem Dienstgrad. Als hochdekorierter Offizier wechselte Dupuy nach Kriegsende in das US-amerikanische Verteidigungsministerium. Später lehrte er an der Harvard University und der Ohio State University (OSU) und veröffentlichte mehr als hundert Bücher. Dupuy entwickelte ab Mitte der 1970er Jahre ein quantitatives Modell zur Vorhersage der Ergebnisse von Gefechten auf taktischer und operativer Ebene, das „Quantified Judgment Model“. Der inzwischen „Tactical, Numerical, Deterministic Model“ (TNDM) benannte Ansatz wird von dem durch Dupuy gegründete Institut weiter verfolgt.
Dupuy war fünfmal verheiratet und Vater von neun Kindern. Dupuy lebte in Vienna, einem Vorort von Washington DC. Drei Wochen nachdem er eine Krebsdiagnose erhalten hatte, beendete er 1995 sein Leben. Sein Grab befindet sich auf dem Arlington National Cemetery.

## Werke (Auswahl)
- Hitler’s Last Gamble (mit David L. Bongard und Richard C. Anderson), New York, 1994.
- Elusive Victory: The Arab-Israeli Wars, 1947–1974, New York, 1978.
- A Genius For War: The German Army And General Staff, 1807–1945, New Jersey, 1977.
- Compact History of the Civil War (mit R.E. Dupuy), New York, 1960.